# Sniper: Ghost Warrior (seria)
Sniper: Ghost Warrior – seria taktycznych strzelanek skradankowych, tworzonych i wydawanych przez CI Games.

## Gry

### Sniper: Sztuka zwyciężania (2008)
Pierwsza gra z serii ukazała się 13 czerwca 2008 roku. Niska jakość gry została odzwierciedlona w zdecydowanie negatywnych recenzjach.

### Sniper: Ghost Warrior (2010)
Kontynuacja, zatytułowana Sniper: Ghost Warrior, została wydana 29 czerwca 2010 roku na systemy Microsoft Windows, Xbox 360 i PlayStation 3.

### Sniper: Ghost Warrior 2 (2013)
Trzecia odsłona serii przeszła z silnika Chrome na CryEngine. Została wydana 12 marca 2013 roku na systemy Microsoft Windows, PlayStation 3 i Xbox 360.

### Sniper: Ghost Warrior 3 (2017)
Gra Sniper: Ghost Warrior 3 została zapowiedziana 16 grudnia 2014 roku, a jej pierwszy gameplay został zaprezentowany podczas targów E3 2015. Gra miała być produkcją AAA, lecz ostatecznie sprzedała się w ponad milionie egzemplarzy na platformach Microsoft Windows, PlayStation 4 i Xbox One.

### Sniper: Ghost Warrior Contracts (2019)
CI Games zapowiedziało grę Sniper: Ghost Warrior Contracts w sierpniu 2018 roku. Gra wykorzystuje rozgrywkę opartą na misjach, zamiast otwartego świata z trzeciej części. Gra została wydana 22 listopada 2019 roku.

### Sniper: Ghost Warrior Contracts 2 (2021)
Gra Sniper: Ghost Warrior Contracts 2 została wydana 4 czerwca 2021 roku na platformy Microsoft Windows, PlayStation 4, Xbox One i Xbox Series X/S oraz 24 sierpnia 2021 roku na PlayStation 5.

## Odbiór
W styczniu 2021 roku prezes CI Games, Marek Tymiński, oświadczył, że seria Sniper: Ghost Warrior sprzedała się łącznie w ponad 11 milionach egzemplarzy.